# Ar-Rabba
Ar-Rabba – miejscowość w Jordanii, w muhafazie Al-Karak. W 2015 roku liczyła 7208 mieszkańców.